# 沈柏年
沈柏年（1946年2月—），男，浙江天台人，中华人民共和国政治人物，曾任中共广州市委常委，广州市人民政府常务副市长，国务院参事室特约研究员。